# Israel Premier Tech Academy
Israel Cycling Academy is een Israëlische wielerploeg die in 2020 is opgericht als opleidingsploeg van Israel Start-Up Nation. De ploeg komt uit in de continentale circuits van de UCI.

## Bekende (oud-)renners
- Edwin Ávila (2020)
- Ben Perry (2020)
- Taj Jones (2021)